# Gerlev (Frederikssund Kommune)
 Denne artikel omhandler byen Gerlev (Frederikssund Kommune). Der er også andre byer med dette navn, se Gerlev.
Gerlev (ældre stavning: Gjerlev) er en mindre by i Nordsjælland med 1.036 indbyggere  (2024), beliggende på Hornsherred fem kilometer syd for Jægerspris og seks kilometer sydvest for Frederikssund. Byen ligger i Frederikssund Kommune og tilhører Region Hovedstaden.
Gerlev er beliggende i Gerlev Sogn med Gerlev Kirke i bebyggelsen.

## Historie
I Gerlev har ligget en gammel hovedgård. 1361-62 nævnes Mogens Pedersen til Gyerthelef, 1417-35 Peder Truelsen i Gerløfuæ. Sidstnævnte år skrev også væbneren Barvid Pedersen sig in Gerleff. Senere beboedes gården mindst fra 1455-77 af Peder Jensen af slægten Jernskæg, men 1473 forekommer desuden en Mattes Person i Gerlev, hvis våben var en enhjørning. Desuden nævnes 1483 Lars Bille og 1484-86 Herluf Pedersen i Gerlev.
Før kommunalreformen i 2007 var Gerlev beliggende i Jægerspris Kommune, Frederiksborg Amt.